# Idris ibne Abedalá
Idris ibne Abedalá (em árabe: إدريس بن عبدالله; romaniz.: Idrīs ibn ‘Abdallāh), melhor chamado de Idris Alaquebar (Idris al-Akbar, lit. Idris, o Velho), Idris I ou Mulei Idris (em francês: Moulay Idriss ou Moulay Driss) no Marrocos, foi o primeiro califa do Califado Idríssida de 789 até 791. Foi sucedido pelo filho Idris II (r. 808–828). Filho de Abedalá e parente do califa Ali (r. 656–661), lutou com a família na Batalha de Faqueque de 786, quando foi derrotado e obrigado a fugir. Migra ao Magrebe alguns anos depois e cria o Califado Idríssida com ajuda de lideranças berberes locais.

## Vida

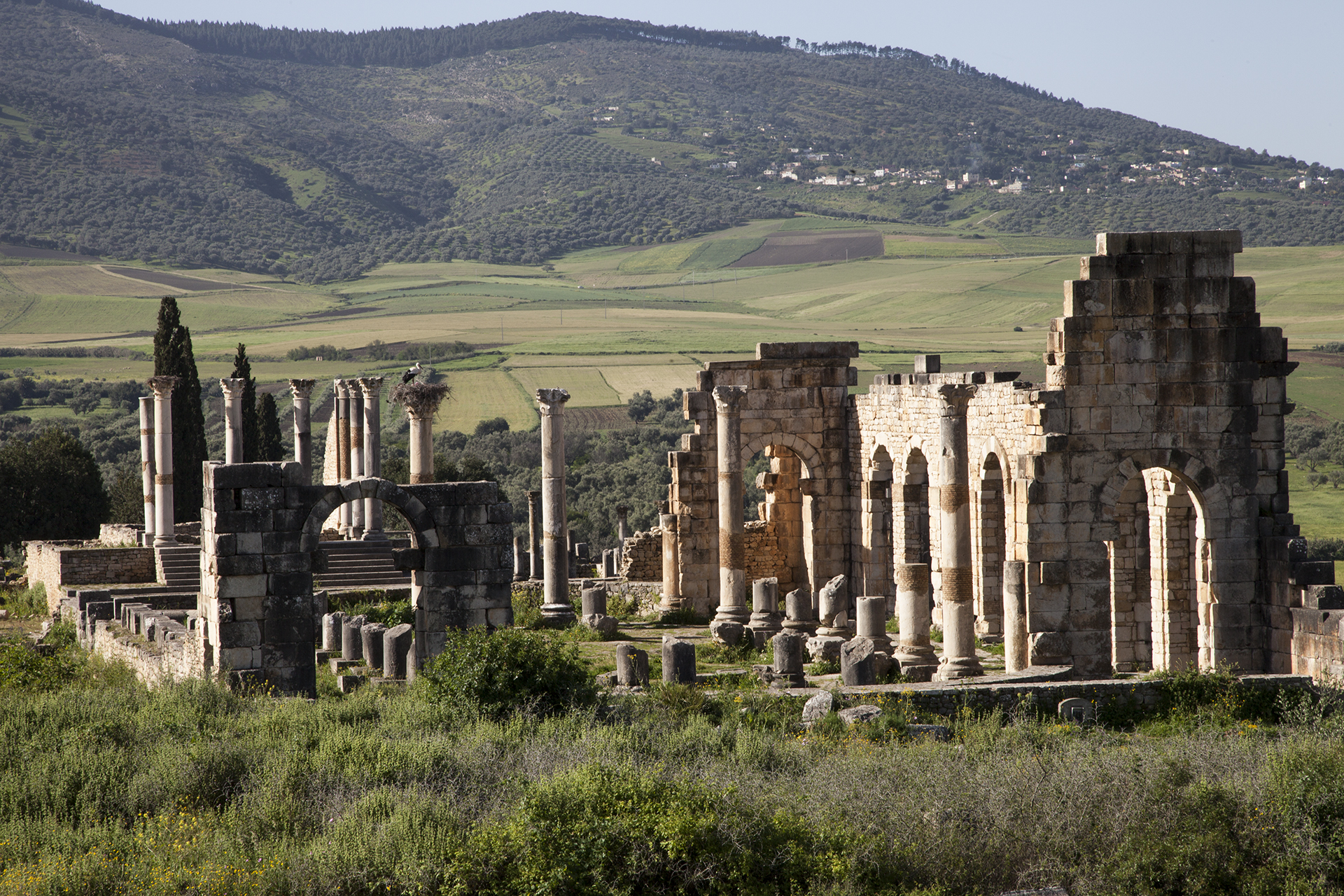
Ruínas de Volubilis

Idris era filho de Abedalá ibne Haçane e pai de Idris, de quem é distinguido pelo uso do epíteto Alaquebar ("o Velho"). Após a derrota e morte de seu sobrinho Huceine ibne Ali ibne Haçane na Batalha de Faqueque, ocorrida próximo a Meca em 11 de junho de 786 e na qual participou, Idris conseguiu escapar ao massacre que se seguiu e ficou escondido por algum tempo antes de alcançar o Egito com seu devoto liberto Raxide. Com ajuda de Uádi, chefe do correiro califal (baride) e partidário dos álidas, Idris cruzou o Egito e marchou rumo ao Magrebe. Na viagem, alcançou Tremecém, a província de Tânger e finalmente Ualila (antiga Volubilis). Ao chegar no Magrebe em 786-787, assentou-se em Ualila sob proteção do chefe berbere da tribos dos aurabas, Ixaque ibne Maomé ibne Abdal Hamide, em 9 de agosto de 788.
Seis meses depois de chegar, Ixaque fez seus aliados proclamarem Idris como imame numa sexta-feira, 5 de fevereiro de 789. Diz-se que Idris fundou então a Almedina de Fez, inicialmente o acampamento militar de Garuaua, na margem direita do Uádi de Fez. Após muitas expedições para impor sua autoridade sobre as tribos vizinhas, a maioria delas professante do cristianismo, judaísmo e cultos pagãos ao sol e fogo, retornou para Ualila. Conseguiu consolidar seu poder sobre o vale do Uarga e forçar as tribos de Tamesma e os gaiatas de Taza a respeitarem suas fronteiras. Idris morreu em Ualila, supostamente envenenado por certo Solimão ibne Jarir Aljazari, no começo de maio/junho de 791, sob ordens do califa Harune Arraxide (r. 786–809). Foi enterrado na arrábita feita fora da cidade, no sítio do atual mausoléu de Mulei Idris.